# Víctor Hugo Filippini
Víctor Hugo Filippini (San Miguel de Tucumán, Tucumán, 2 de diciembre de 1946) es un exfutbolista argentino que jugaba como defensor.

## Trayectoria

### Atlético Tucumán
Filippini debutó en Atlético Tucumán en el año 1968, cuando el decano fue subcampeón del campeonato tucumano, pero luego ganó el torneo selección y clasificó a la Copa Argentina. En 1972 se coronó campeón de la Liga Tucumana y se ganó la clasificación al Nacional 1973. En 1973 obtuvo el bicampeonato tucumano y se aseguró su lugar en el Nacional 1974. En el año 1975 se consagró campeón de la Liga Tucumana y a nivel nacional tendría una gran actuación, al terminar primero en su grupo del Nacional 1975 y avanzar a la fase final del certamen.

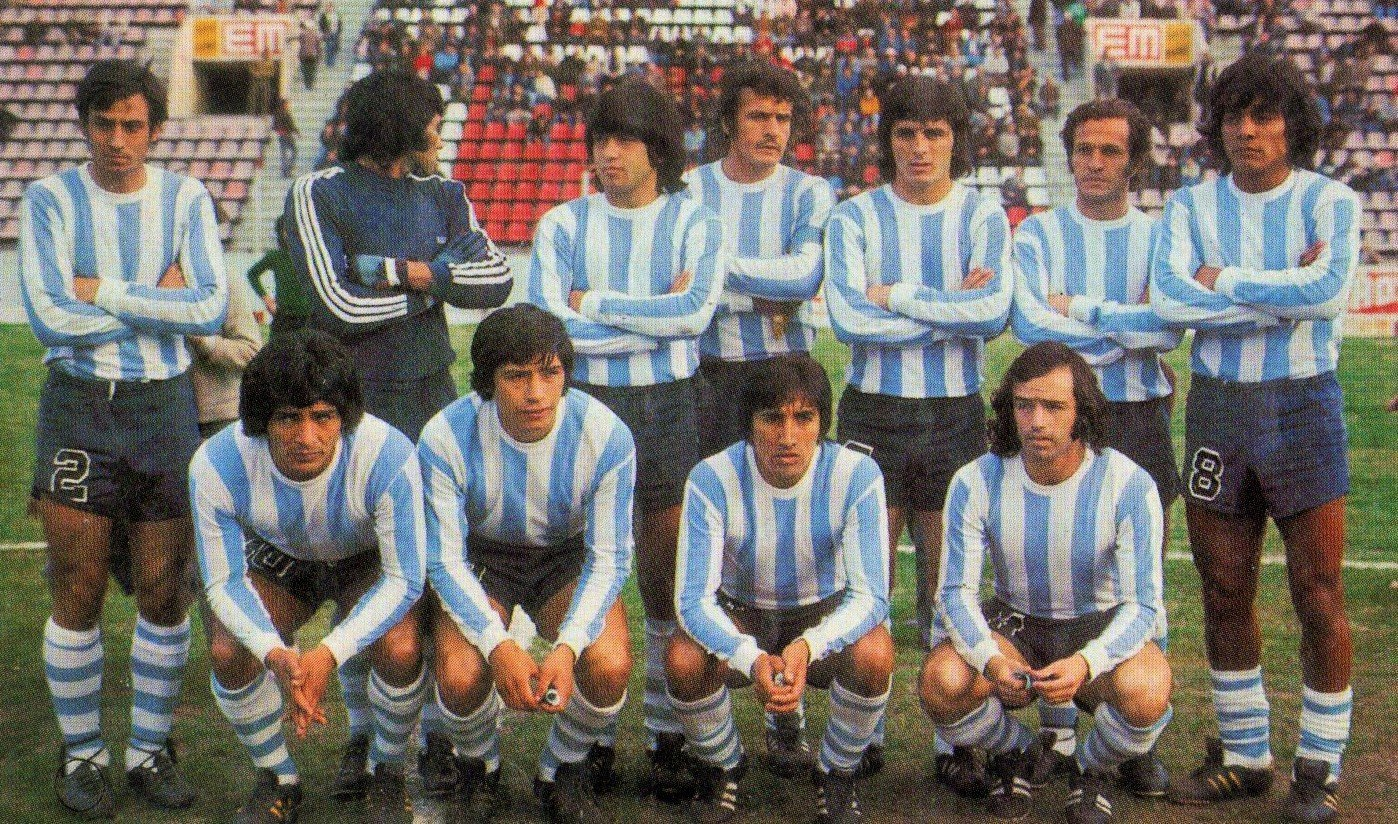
Formación de Atlético Tucumán en 1973.

Filippini disputó 108 partidos con la camiseta de Atlético Tucumán.

## Clubes
| Club             | País      |
| ---------------- | --------- |
| Atlético Tucumán | Argentina |

## Palmarés
| Título        | Equipo           | País      | Año  |
| ------------- | ---------------- | --------- | ---- |
| Liga Tucumana | Atlético Tucumán | Argentina | 1972 |
| Liga Tucumana | Atlético Tucumán | Argentina | 1973 |
| Liga Tucumana | Atlético Tucumán | Argentina | 1975 |